# Vladimir Saldo
Vladimir Vassilievitch Saldo, né le 12 juin 1956 à Jovtneve, dans l'oblast de Mykolaïv, est un homme politique et ingénieur ukrainien qui est gouverneur de facto de l'oblast de Kherson depuis le 26 avril 2022 à la suite de son installation par l'armée russe pendant l'occupation russe de l'oblast de Kherson,. Il dirige le Bloc Volodymyr Saldo, un parti politique mineur qui a été interdit par l'Ukraine le 20 mars 2022.
Il est membre du conseil municipal de Kherson depuis 2015. Ancien membre du Parti des régions, Saldo a été député du peuple ukrainien de 2012 à 2015 et maire de Kherson de 2002 à 2012,.

## Carrière
Saldo est né le 12 juin 1956 à Jovtneve, dans ce qui était alors la République socialiste soviétique d'Ukraine au sein de l'Union des républiques socialistes soviétiques.
En 1978, il est diplômé de l'Institut minier de Kryvyï Rih avec un diplôme en construction industrielle et civile. Il se spécialise en tant qu'ingénieur civil et obtient un doctorat en économie en 2008.
De 1978 à 2001, il travaille comme ingénieur et a été chef des services d'installation à l'usine de Khersonpromstroï.

## Carrière politique
Saldo est membre du conseil municipal de Kherson de 1998 à 2002. En 2001, il rejoint le Parti des régions et est nommé à la tête de la section de l'oblast de Kherson. En 2001, il est nommé vice-gouverneur de l'oblast de Kherson, chargé de la construction, du logement et des services communaux, et sert jusqu'en 2002. La même année, il est élu maire de Kherson. En 2006, il est nommé à la tête de la section du Parti des régions de la ville de Kherson. Il est réélu en 2006 et 2010 et sert jusqu'en 2012,. Selon l'Association pour la réintégration de la Crimée, le règne décennal de Saldo à Kherson a été « une période de détournement de fonds et de corruption totale qui a enchevêtré toutes les sphères de la vie de la ville, parfois des scandales grandioses ».
Saldo est élu député du peuple ukrainien lors des élections législatives ukrainiennes de 2012. Après son élection, il est nommé vice-président du comité de la Verkhovna Rada pour la construction, l'urbanisme, le logement et les services communaux et la politique régionale. Il vote le 16 janvier 2014 l'ensemble des lois anti-manifestations, également appelées « lois dictatoriales ».
Depuis 2014, il est président du conseil d'administration de l'association de travaux publics et d'investissement de la ville de Kherson.
En 2015, il présente sa candidature au poste de maire de Kherson en tant que membre du parti Notre Terre. Au premier tour, il termine deuxième avec 16,88 %, cependant, il se retire du deuxième tour, invoquant la pression sur lui-même. Lors des élections au conseil municipal de la même année, Saldo est de nouveau élu membre du conseil municipal de Kherson. En 2020, il fonde le Bloc Volodymyr Saldo et est réélu au conseil municipal une fois de plus, alors qu'il a perdu contre Ihor Kolykhaïev aux élections municipales et a de nouveau terminé deuxième.

### Occupation russe de Kherson
À la suite de l'invasion russe de l'Ukraine, Saldo prend une position pro-russe. Le 13 mars, il participe à un rassemblement pro-russe à Kherson. Cependant, Saldo déclare qu'il ne soutenait pas la création d'une « république populaire » dans l'oblast de Kherson.
Le chef de la faction « Bloc Volodymyr Saldo » du Conseil régional de Kherson, Valery Lytvyne, envoie une lettre au premier vice-président du Conseil régional Iouri Sobolevski déclarant que les députés n'étaient pas d'accord avec les actions de Saldo, qui s'est rendu à un rassemblement le 13 mars avec des symboles interdits. Les députés du Bloc Saldo annoncent qu'ils poursuivraient leurs activités au sein du Conseil régional dans le cadre de la faction « Soutien aux programmes du Président de l'Ukraine ».
De plus, Saldo participe à une réunion de l'organe gouvernemental collaborationniste du comité de soutien à Kherson. Au même moment, Olga Spivakina, une adjointe du conseil municipal, publie sur Facebook l'explication de Volodymyr Saldo : soulignant qu'il a été enlevé et contraint de participer à la réunion. Le 17 mars, le bureau du procureur général d'Ukraine ouvre une procédure pour trahison liée à la « création d'une pseudo-autorité dans l'oblast de Kherson ». Ils soupçonnent notamment Saldo. L'assistant de Saldo est assassiné à Kherson le 20 mars.
Le 26 avril, Saldo est nommé « gouverneur » de Kherson par les autorités militaires russes. Le début de son mandat est marqué par des manifestations contre l'occupation russe de Kherson. À la suite d'une attaque de missiles ukrainiens sur Kherson le 27 avril, Saldo déclare que « Kiev a abandonné les habitants de Kherson ». Le 29 avril, Saldo déclare que les langues officielles de l'oblast de Kherson seront à la fois l'ukrainien et le russe et que la Banque internationale des règlements d'Ossétie du Sud ouvrira bientôt 200 succursales dans l'oblast de Kherson. Le 6 mai 2022, Saldo rencontre Denis Pouchiline et Andreï Tourtchak. Lors d'une interview, le même jour, Saldo déclare que l'oblast de Kherson faisait déjà « partie intégrante de la grande famille de la Russie ».
Le 4 août 2022, Volodymyr Saldo est hospitalisé dans un hôpital de Crimée puis transféré à Moscou dans un coma artificiel le lendemain. Il est placé dans l'unité de soins intensifs du département de toxicologie de l'Institut de recherche Sklifossovski dans un état grave. Son état de santé réel ainsi que les problèmes ayant nécessité ces soins ne sont pas connus avec certitudes, différentes déclarations se contredisent.
Le 30 septembre 2022, il signe, à Moscou, l'accord formalisant l'intégration de la région ukrainienne de Kherson dans la fédération de Russie, avec Vladimir Poutine. Il entérine ainsi l'annexion russe du sud et de l'est de l'Ukraine.
En novembre 2023, il est déclaré coupable de haute trahison, pour collaboration avec l'occupant russe et de défense de l'invasion russe et est condamné à 15 ans de prison